# Bergerac (série télévisée)
Pour les articles homonymes, voir Bergerac.
Bergerac est une série télévisée britannique composée de 81 épisodes de 50 minutes et six épisodes de 90 minutes, créée par Robert Banks Stewart, produite par Robert Banks Stewart pour la BBC en association avec la chaîne australienne Seven Network et diffusée entre le 18 octobre 1981 et le 26 décembre 1991 sur BBC One.
En France, elle a été diffusée à partir du 5 mars 1988 sur La Cinq, puis rediffusée sur TV Breizh. Elle reste inédite dans les autres pays francophones.

## Synopsis
La série relate les enquêtes policières de Jim Bergerac, père et divorcé, dans l'île anglo-normande Jersey.
Il travaille pour le Bureau des étrangers, un service fictif de la police de Jersey, et est amené à enquêter chez les habitants très riches de l'île.

## Distribution
- John Nettles (VF : Hervé Jolly) : Jim Bergerac
- Terence Alexander : Charlie Hungerford
- Sean Arnold (en) : Barney Crozier
- Louise Jameson : Susan Young
- Deborah Grant (en) : Deborah Bergerac
- Cécile Paoli : Francine Leland
- Jonathan Adams : Docteur Lejeune
- Mela White : Diamante Lil
- Thérèse Liotard : Danielle Aubry
- Celia Imrie : Marianne Bellshade

## Tournage
La série a été tournée en grande partie sur l'île de Jersey ainsi qu'en Angleterre et en France.

## Reboot
Le reboot composé de six épisodes est prévu 2025, et est produit par UKTV, détenu à parité par la BBC. Damien Molony a été choisi pour interpréter le rôle-titre, dont certaines scènes sont en court de tournage dans le Devon, et alors que le tournage sur l'île de Jersey est programmé pour débuter à l'été 2024.
Zoe Wanamaker interprètera le rôle de Charlie Hungerford au féminin, et Robert Gilbert dans celui du supérieur de Bergerac, Barney Crozier.